# David Carlos Meinicke
David Carlos Meinicke foi um político brasileiro. Era químico e assumiu o mandato de deputado federal na sucessão a José Mendes de Oliveira Castro na Constituinte de 1933/1934.